# راي باتن
راي باتن (بالإنجليزية: Ray Batten)‏ هو لاعب دوري الرغبي بريطاني، ولد في 23 سبتمبر 1945 في يورك في المملكة المتحدة.